# 米爾巴赫河 (安珀河，伊薩爾河畔莫斯堡)
48°29′29″N 11°56′35″E / 48.491473°N 11.943075°E
米爾巴赫河是德國的河流，位於該國東南部，由巴伐利亞負責管轄，屬於安珀河的支流，河道全長13.6公里，流域面積12.5平方公里，流經伊薩爾河畔莫斯堡。